# 台湾の鉄道

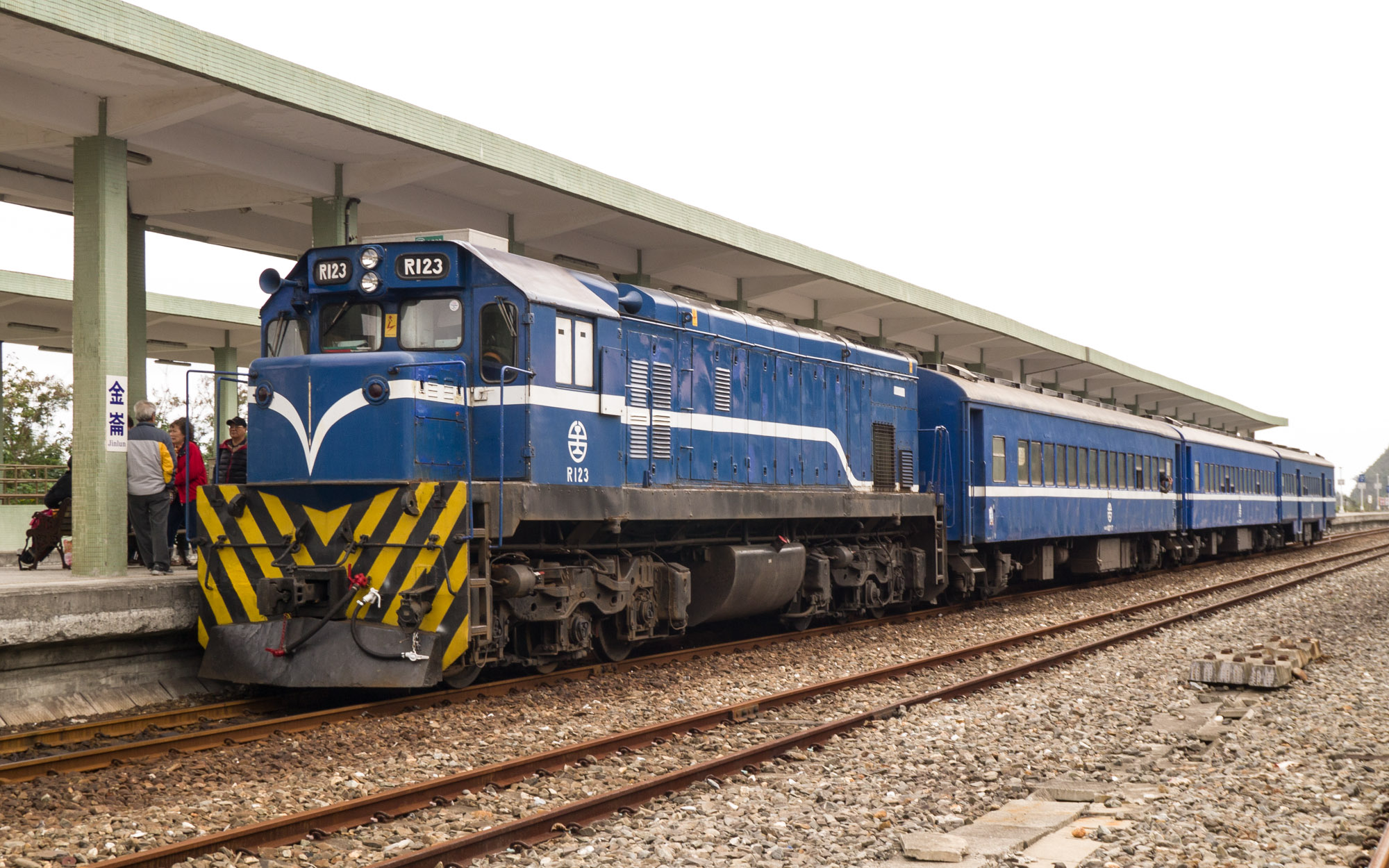
台鉄・南迴線を走る昔ながらの快車
（金崙駅、2013年12月）

台湾の鉄道（たいわんのてつどう）は、台湾で運行されている鉄道の概要を記す。日本統治時代の台湾において台湾総督府が経営していた鉄道は台湾総督府鉄道を参照。
鉄道路線は台湾本島内にのみ存在している。経営主体別に以下のように分類できる。
- 国営路線：行政院の各局
- 公社路線：各公社
- 民営路線：民間企業
- 軽便鉄道：製糖、製塩、林業会社などが運営している。軌間が標準軌の半分という意味で「五分車」と地元で呼ばれる。

普通鉄道としては、台湾鉄路（台鉄）、台湾高速鉄道（高鉄）、阿里山森林鉄路などがあり、これらの駅は華語で「車站（注音：ㄔㄜˉ ㄓㄢˋ、拼音：Chēzhàn、注音拼音：Chējhàn）」「火車站」、台湾語では「車頭(Chhia-thâu,チャータウ）」（ただし車内放送では台湾語読みで「車站(Chhia-Tsâm,チャーツァン)」と発音している）と表記される。
一方、20世紀末に台北から広まった各都市の捷運駅は「站（拼音：Zhàn、注音拼音：Jhàn）」と表記されるのが一般的。

## 歴史

### 清朝統治時代

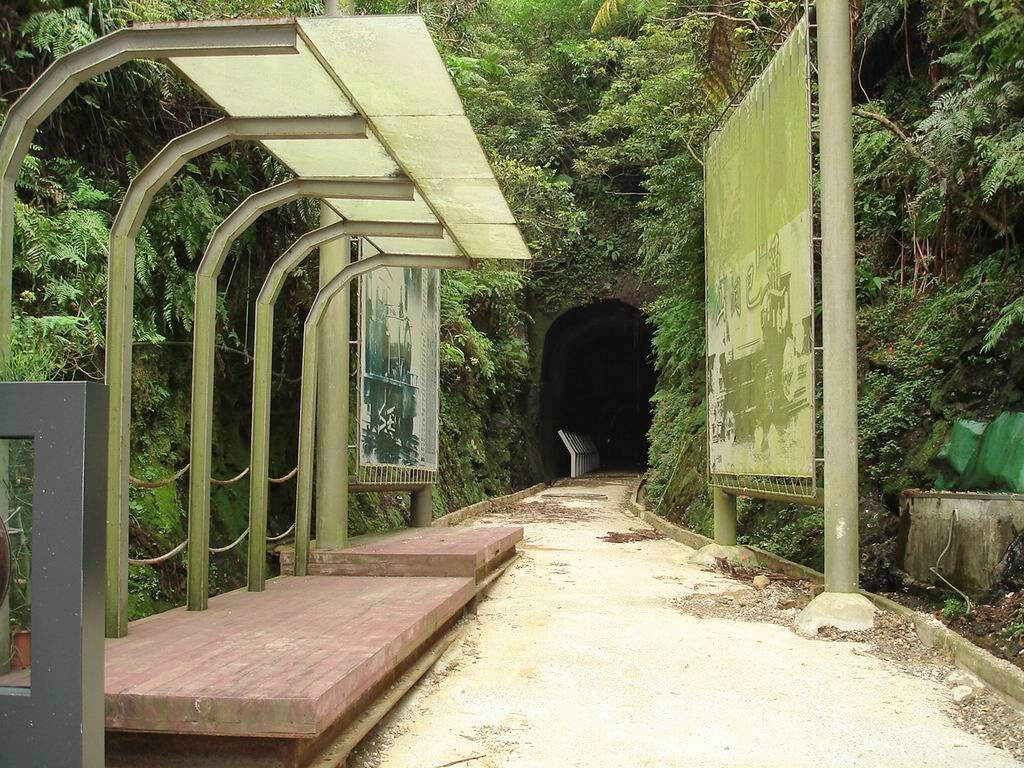
清朝統治時代の数少ない鉄道遺構である獅球嶺隧道（基隆市内）

台湾の歴史上で最初に鉄道の施設を決めたのは、清朝統治時代末期に台湾巡撫として台湾に赴任していた劉銘伝である。軌間は1067mm（狭軌）を採用し、1887年（光緒13年）に基隆から台北を経て新竹に至る区間の工事が始まった。路線は先ず1888年7月に初代台北駅（大稲埕、現台北市大同区） - 錫口（現台北市松山区）間が先行開通し、清初の鉄道トンネルとなる獅球嶺隧道の完工（1890年8月）を経て、1891年（光緒17年）10月に台北駅 - 基隆駅間の28.6kmが開通した。当初、1日1往復の運行（旧正月運休）で、所要時間は1時間強であったと言う。その後、路線は1893年10月（光緒19年）に新竹駅まで延長され、総延長は約100kmとなった。
清朝当局は線路の終着点を台南にまで延ばす構想を持っており、新竹駅から崎頂付近まで線路の基盤工事を行っていた。だが、日清戦争以降の混乱で建設は頓挫した。日清戦争で勝利した大日本帝国が台湾を領有し、台湾総督府が設置されるまで本格的な鉄道建設は行なわれなかった。

### 日本統治時代

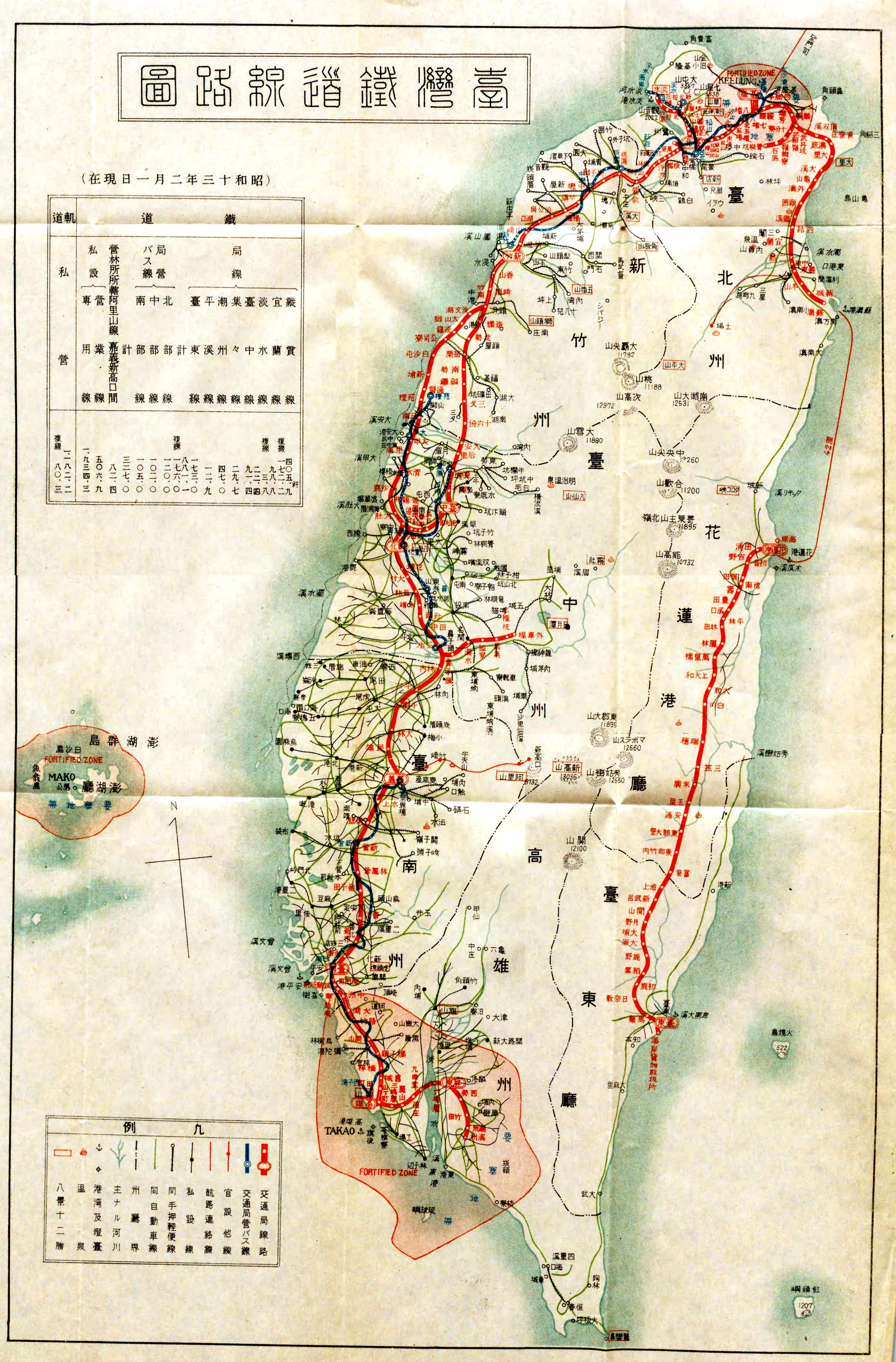
1938年の路線図

日本は台湾経営のためには鉄道整備が欠かせないと考え、1895年（明治28年）6月10日に「台湾鉄道線区司令部」を、8月25日には「臨時台湾鉄道隊」を設置して既存の鉄道の管理・輸送を担当させた。台湾総督府が設置されて台湾統治の基礎が固まると、1899年（明治32年）には「総督府鉄道部官制」が公布されて鉄道が総督府鉄道部の管轄となり、それまで軍用中心であった鉄道を次第に民間輸送へも開放するようになり、本数も日4往復へ増発された。そして総督府は続いて台湾縦貫鉄道の建設に取り掛かり、既存の施設を抜本的に改修したうえで、1908年（明治41年）4月に縦貫線の基隆 - 高雄間404.2kmを全通させるに至った。他にも、軽便鉄道規格の台東線（東花蓮港 - 台東）や、阿里山森林鉄路なども敷設し、台湾の近代化を進めるに大きな役割を果たしたという。長谷川謹介は「台湾鉄道の父」と呼ばれた。
その日本統治時代の鉄道最盛期といえる1940年（昭和15年）10月には、縦貫線に食堂車を連結した急行列車が2往復、台東線にも1往復の急行列車が走っていた。
なお、軽便鉄道規格の製糖鉄道や森林鉄道も旅客営業を実施し、最初の営業が新営庄（現在の新営駅）－塩水港（現在の塩水駅）間で始まったのを皮切りに、台湾西部を中心に路線網を築いていった。

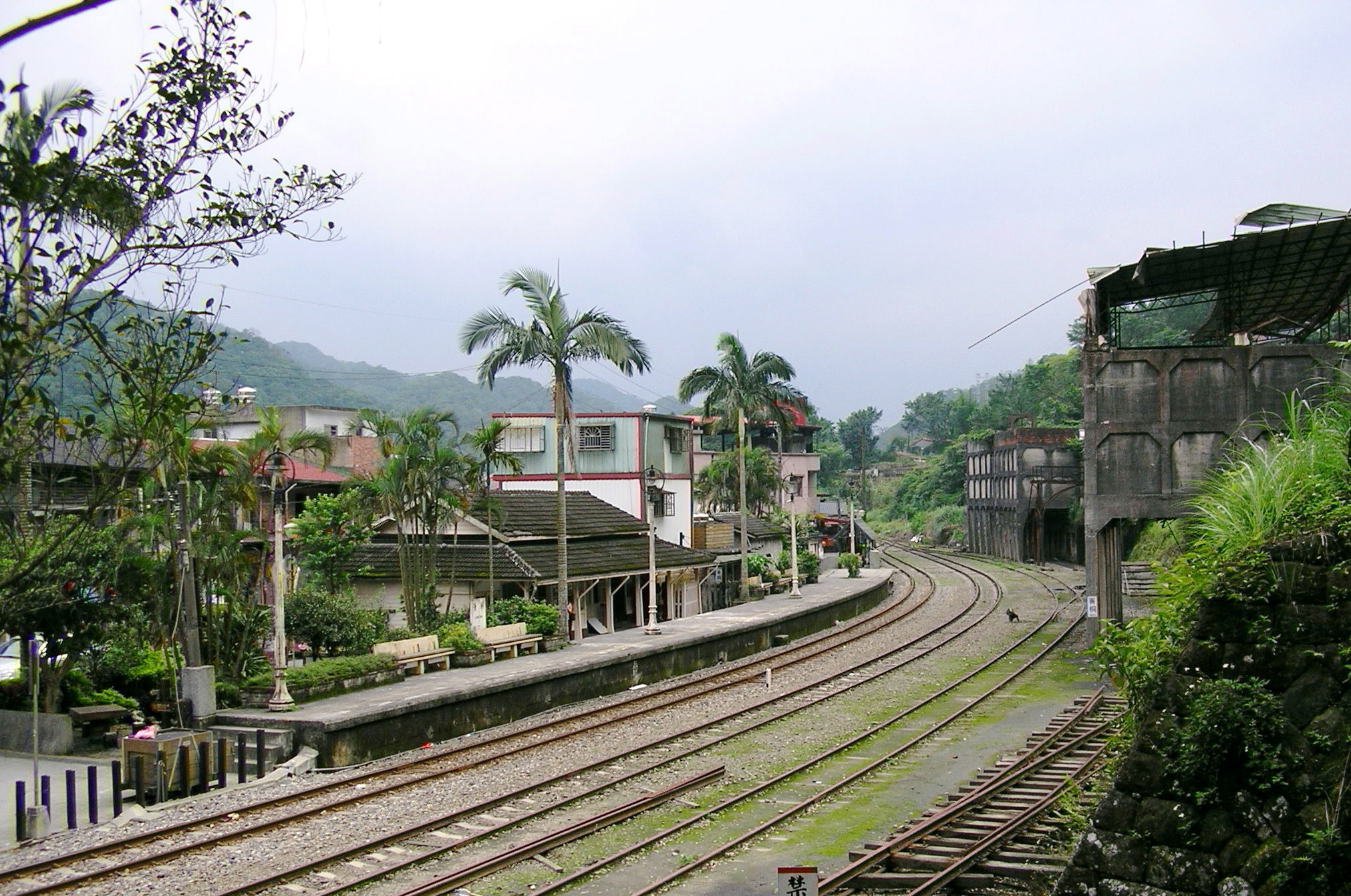
日本統治時代の面影を残す台鉄平渓線菁桐駅。
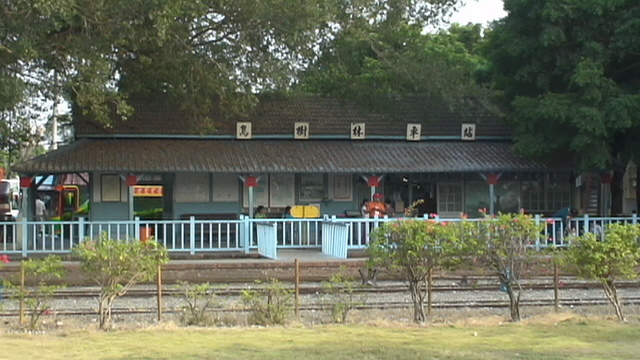
糖業鉄道烏樹林駅

### 中華民国時代

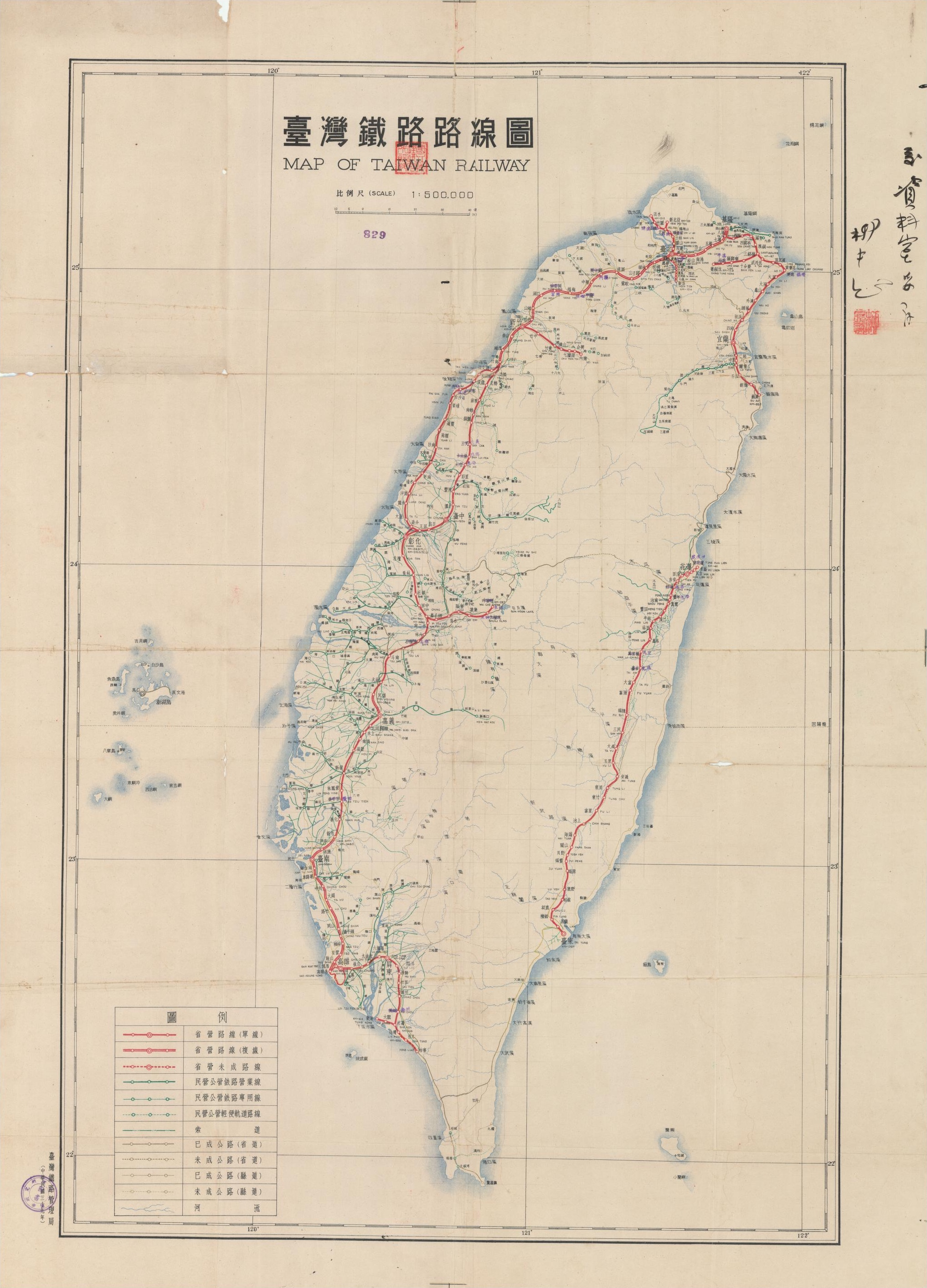
中華民国政府 1950年の路線図

太平洋戦争で1945年に日本が敗北すると、台湾は中華民国国民政府の統治下に入った（台湾光復）。台湾総督府鉄道も中華民国当局によって接収され、台湾鉄路管理局に組織改編された。その後、中華民国政府は国共内戦の敗北で中国大陸を中国共産党に奪われ、1949年に中央政府を台湾へ移転せざるを得なくなった。中華民国と大陸に建国された中華人民共和国は互いを承認せず、中華民国政府は台湾で1987年7月まで戒厳令（台湾省戒厳令）を敷くとともに経済建設にも力を入れ、鉄道は軍民両用で整備が進んだ。
まず1978年から1979年にかけて縦貫線の電化が進められた。また、1980年2月に北廻線が完成して台東線と花蓮新駅（現在の花蓮駅）で接続、1982年にはその台東線が1067mmに改軌されて北廻線との直通が実現し、更に1991年には南廻線が開通して「環島鉄路」（台湾一周鉄道）がようやく完成した。
製糖鉄道の最盛期の1950年代には3000kmに達する路線があり、このうち41路線、延長614kmでは旅客営業も実施。しかし、1982年7月16日の嘉義線（北港－嘉義間）を最後に旅客扱いは全廃されてしまったが、今一部の製糖工場は定期のトロッコ列車が運行されている。

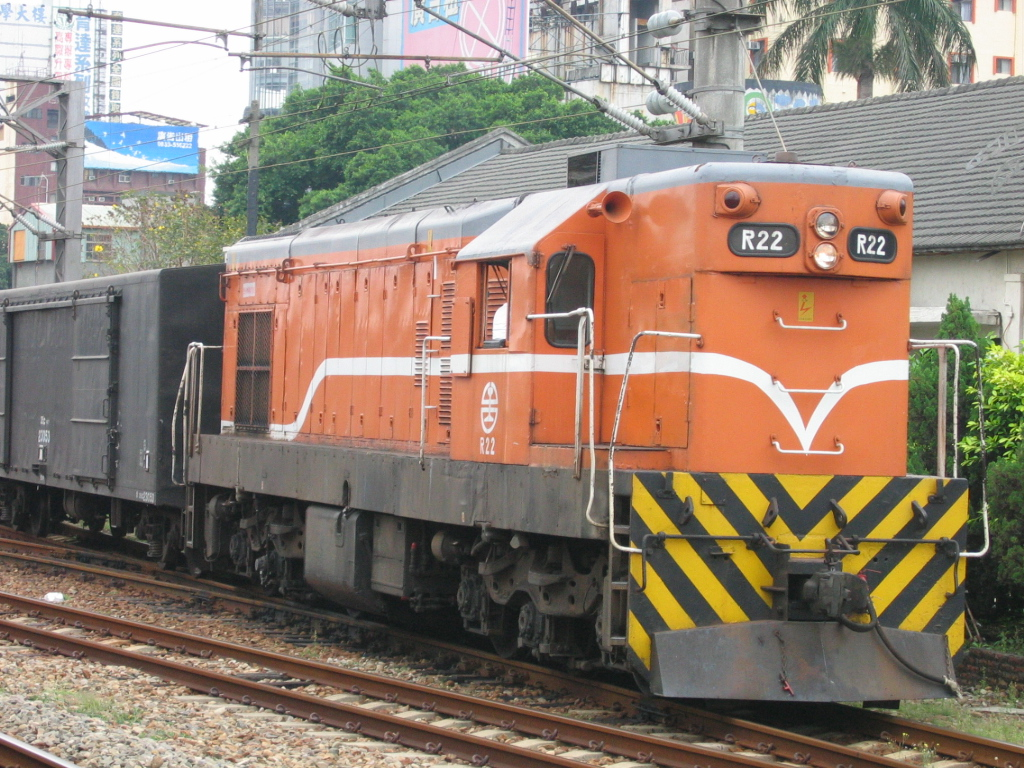
台鉄が初めてアメリカ合衆国から導入したディーゼル機関車のR20型（中国語版）
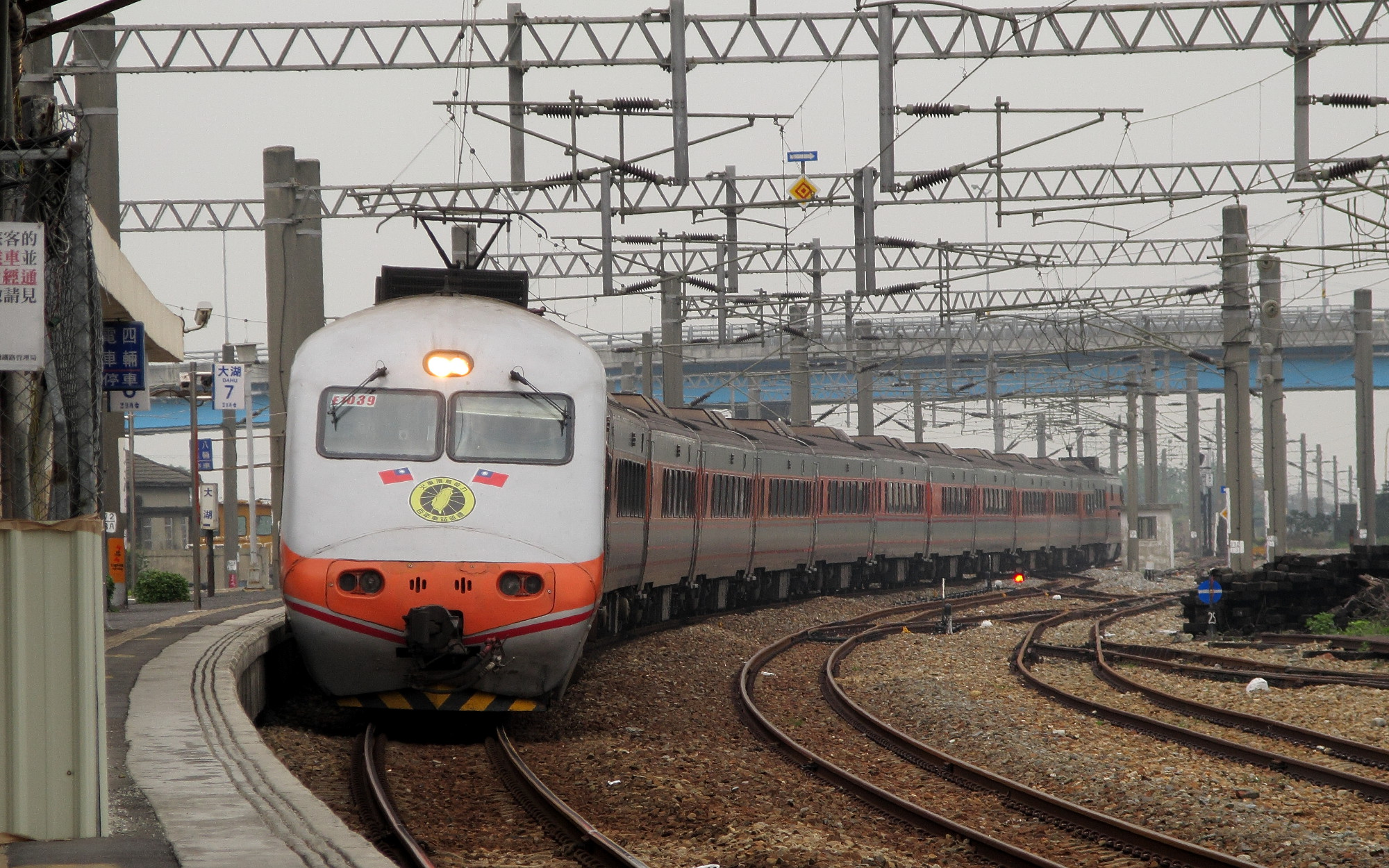
イギリスの技術で電化された線路を走る南アフリカ（集中動力車）・韓国（客車）製のE1000型電車（大湖駅にて。）

2007年には、車両は日本の新幹線方式を、電気・制御系統はヨーロッパのTGV方式を採用した台湾高速鉄道が1月5日に試験開業し、3月2日に台北駅 - 左営駅間で正式開業した。この高速鉄道の開通に伴い、台鉄は西部幹線の輸送体系を従来の長距離輸送主体から近距離の通勤通学輸送を主体とする体系にシフトする事を決定し、「台鉄捷運化」計画を作成した。
中華民国による台湾鉄道の動力近代化（無煙化）は1950年代から始まり、ディーゼル機関車はアメリカ合衆国、気動車は日本で製造されたものが台鉄に投入された。その後、1972年の日中国交正常化で日華関係が冷却化したこともあり、1970年代後半の西部幹線の電化はフランスの技術支援によって行われ、電気機関車はアメリカ、電車はイギリスや南アフリカ等日本以外の国から導入された。そのため、台湾の鉄道は様々な国の技術を混載したものとなっている。ただ、2000年代以降は日本からも電車を導入している他、台湾で製造された車両（台湾車輌）も登場し始めている。

#### 台鉄の企業化
中華民国交通部傘下の台湾鉄路管理局（台鉄）は2024年1月1日に公営企業の台湾鉄路公司へ移行した。職員が準公務員だったことなどから経営効率が低く、2023年夏時点で負債が約4千億台湾元（日本円換算で約1兆8千億円）に達していた。遅延が多くて乗車券が予約しにくいといった批判もあり、民営化論が約20年前から起きていたかった。労働組合は反対してきたが、死傷者が多数出た列車脱線事故が2018年と2021年（北廻線太魯閣号脱線事故）に相次いだため一気に進展し、2022年に関連法案が成立した。日本の国鉄分割民営化を参考にしつつも地域分社はせず、役員会に民間人を登用し、その下に安全委員会を設ける。台鉄の負債と資産は財団に移して管理する。

## 路線

台湾の環状鉄道（西部幹線・東部幹線・南廻線）

### 国営
- 交通部台湾鉄路公司 (台鐵、TR)
  - 西部幹線（基隆 - 枋寮）
    - 縦貫線（基隆 - 高雄）
      - 北段（基隆 - 竹南）
      - 海線（竹南 - 彰化）
      - 成追線（成功 - 追分）
      - 山線（竹南 - 彰化）
      - 南段（彰化 - 高雄）

    - 屏東線（高雄 - 枋寮）

  - 東部幹線（八堵 - 台東）
    - 宜蘭線（八堵 - 蘇澳）
    - 北廻線（蘇澳新 - 花蓮）
    - 台東線（花蓮 - 台東）

  - 南廻線（枋寮 - 台東）
  - 旅客支線
    - 平渓線（三貂嶺 - 菁桐）
    - 深澳線（瑞芳 - 八斗子）
    - 内湾線（新竹 - 内湾）
    - 集集線（二水 - 車埕）

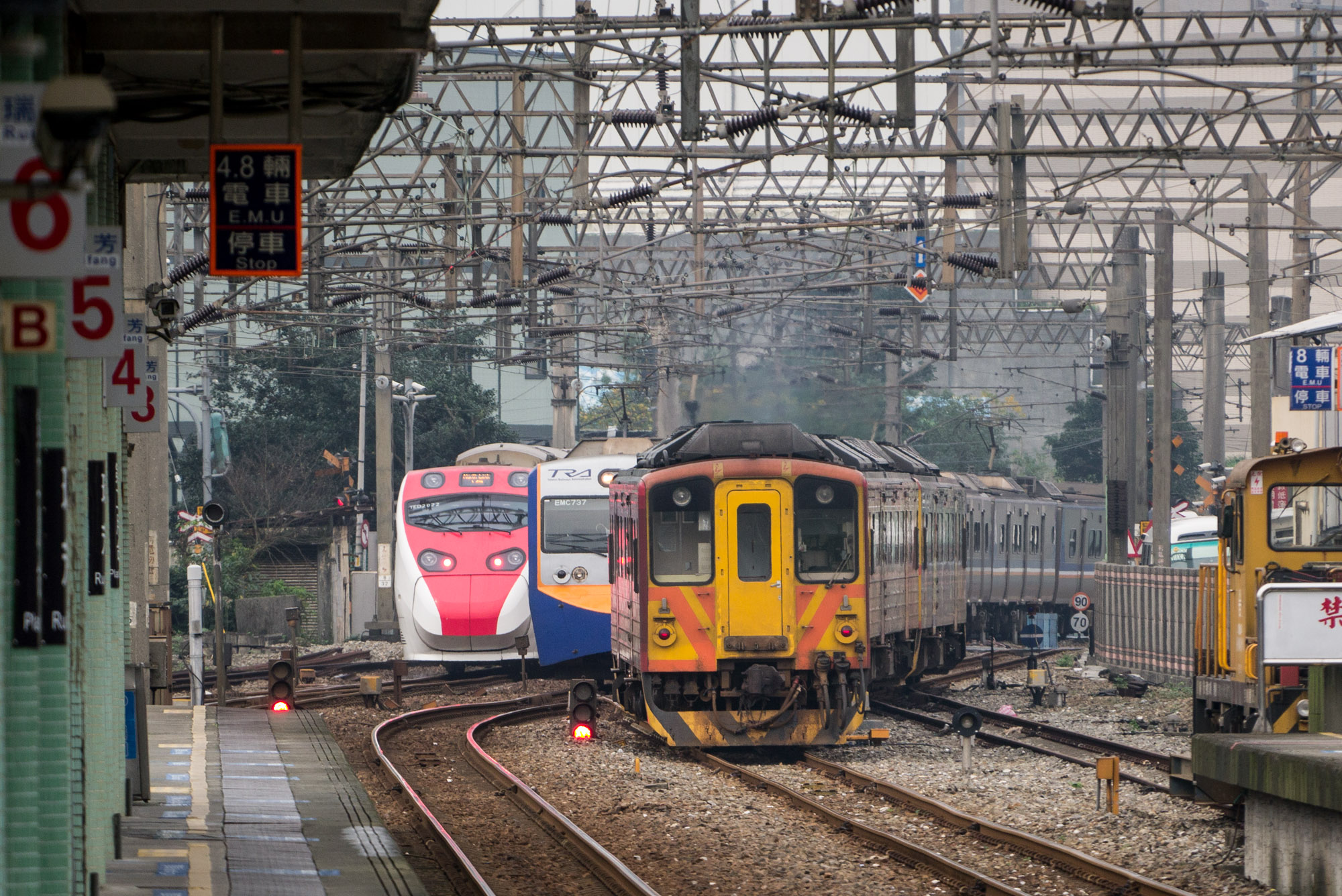
瑞芳駅を行き交う特急「普悠瑪号」（左）と宜蘭線の区間車（中央）、及び深澳線の区間車（右）

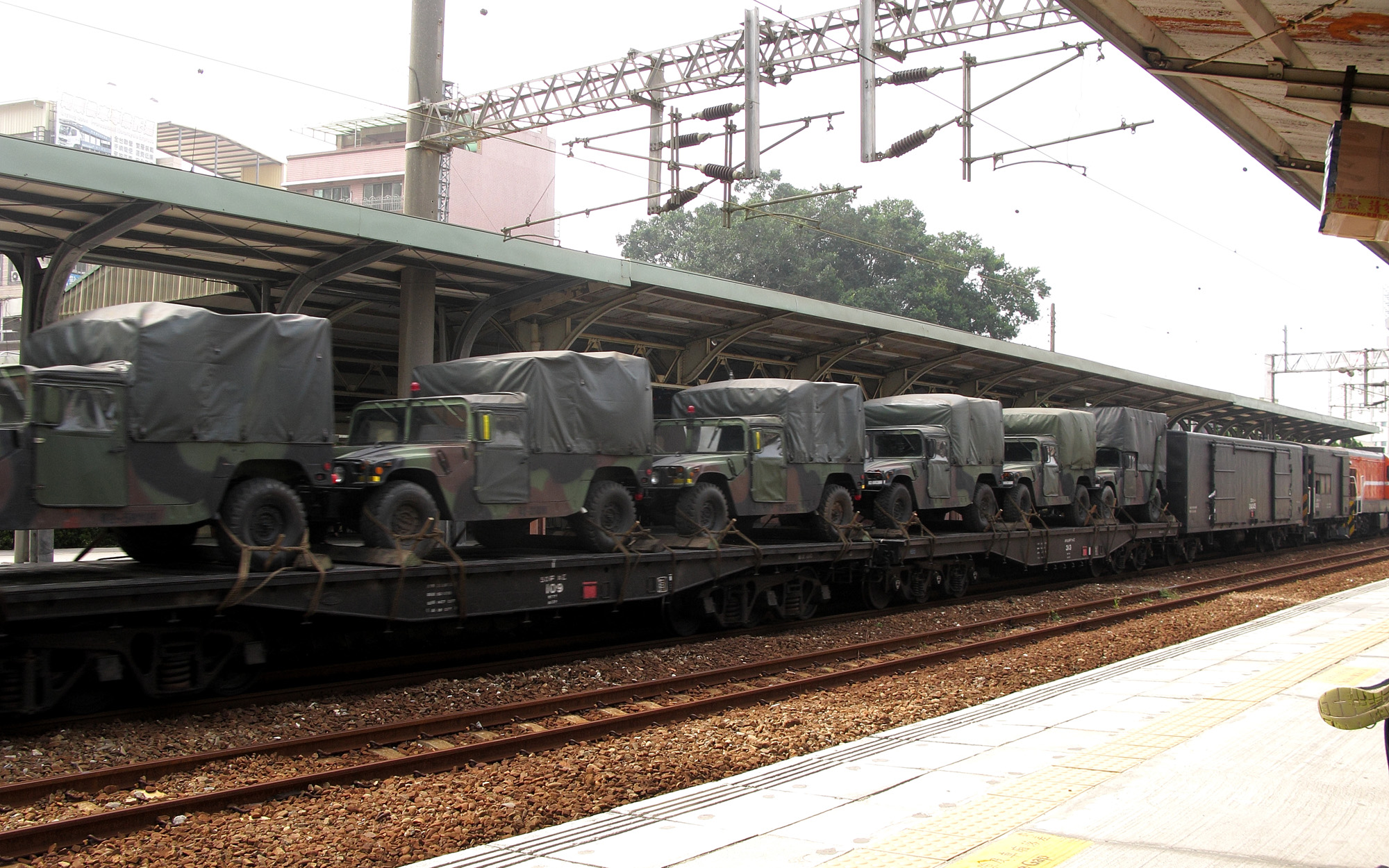
楠梓駅に停車する軍用列車

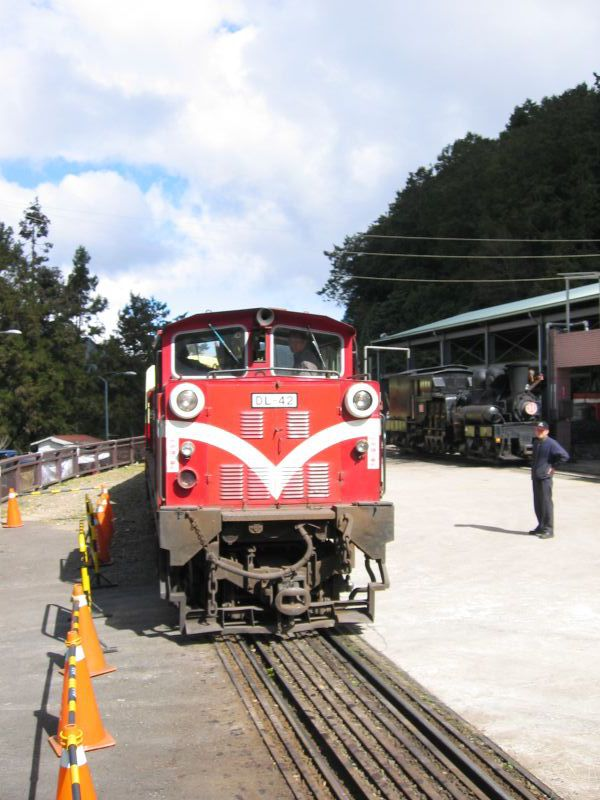
阿里山森林鉄路（阿里山線）の列車

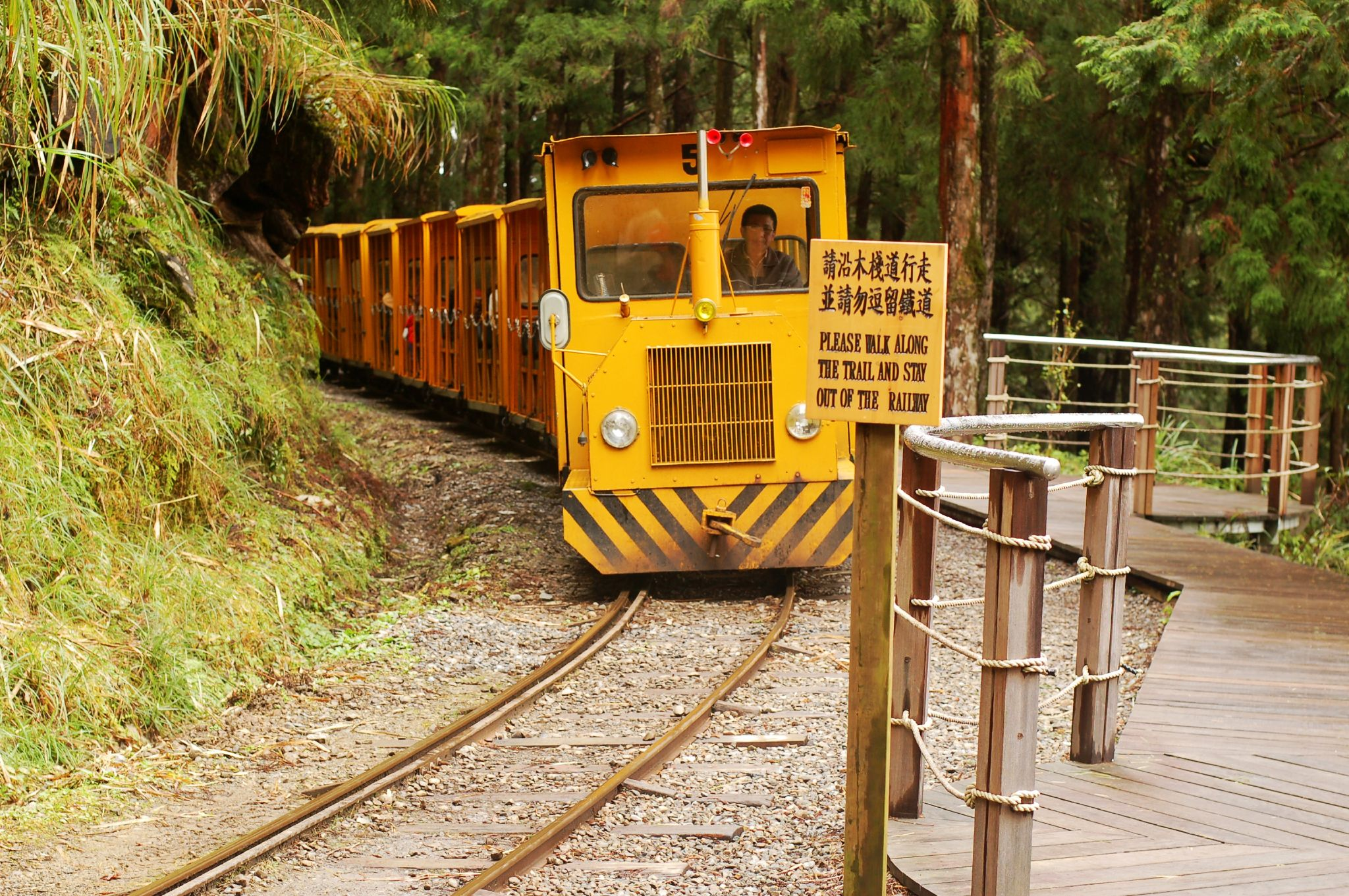
太平山森林鉄道の観光用列車

    - 沙崙線（中洲 - 沙崙）（台湾高速鉄道接続のため）
    - 六家線（竹中 - 六家）（台湾高速鉄道接続のため）
    - 旧山線（元台中線の一部）（三義 - 后里）※トロッコ列車運転予定

  - 貨物支線
    - 基隆臨港線（基隆 - 基隆港）※現在基隆軽軌東二線への転換計画がある。
    - 台中港線（台中港 - 貨運弁公室）
    - 花蓮臨港線（北埔 - 美崙）（美崙 - 花蓮）
    - 高雄臨港線（高雄市の環状貨物線）※昔は観光列車があった。現在高雄捷運環状軽軌への転換計画がある。

  - 計画線
    - 北宜直線鉄道（南港 - 頭城 - 礁渓）
    - 恒春線（内獅 - 恒春）
    - 海生館線（車城 - 海生館）
    - 中部横断鉄道（台中 - 花蓮）

  - 廃止線
    - 新店線（万華 - 新店）
    - 淡水線（台北 - 淡水）
    - 新北投線（北投 - 新北投）
    - 中和線（板橋 - 中和）
    - 松山飛機場線（松山 - 飛機場）
    - 東勢線（豊原 - 東勢）
    - 神岡線（潭子 - 油庫）
    - 水上機場線（嘉義 - 飛機場）
    - 東港線（東港 - 鎮安）
    - 中油嘉義溶剤廠支線（北回帰線 - 中油煉製研究所）
    - 三張犁支線（華山 - 44兵工廠）
    - 林口線（桃園 - 林口）
- 農業部林業及自然保育署
  - 阿里山森林鉄路
    - 阿里山線（嘉義 - 阿里山）
    - 祝山線（阿里山 - 祝山）
    - 眠月線（阿里山 - 石猴）

  - 廃止線
  - 太平山森林鉄路（茂興線のみ旅客運行再開→災害により中断）
  - 羅東森林鉄路（一部復活予定）
  - 嵐山森林鉄路
  - 哈崙森林鉄路（中国語版）

### 公営

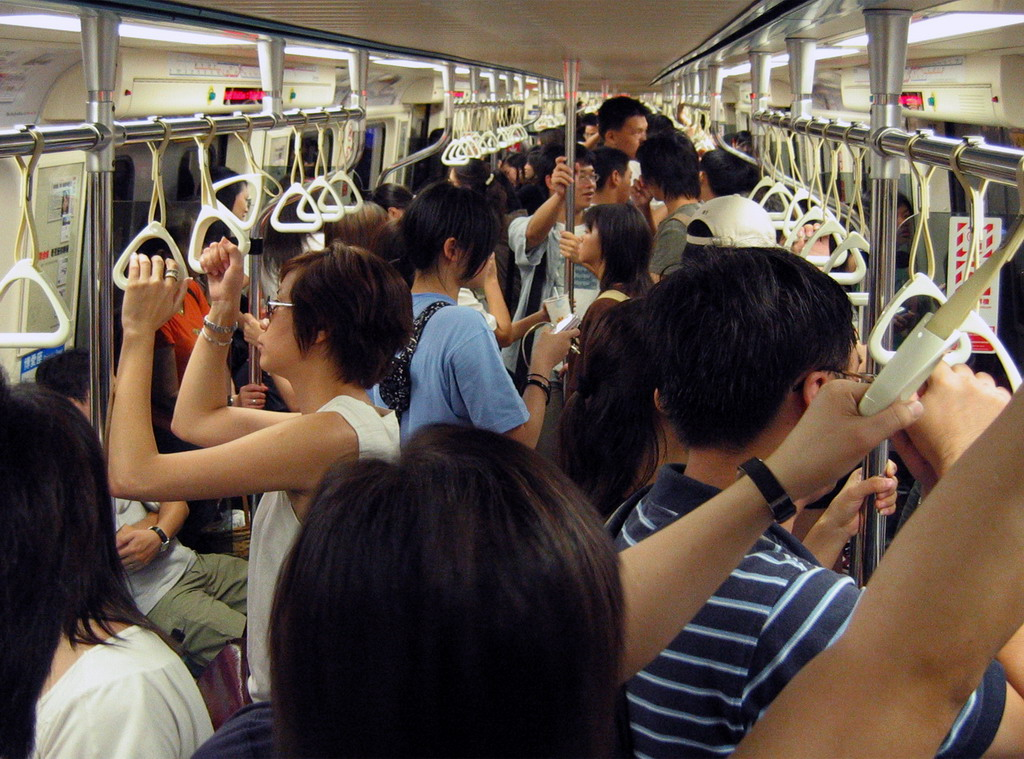
台北捷運板南線のラッシュ・アワー

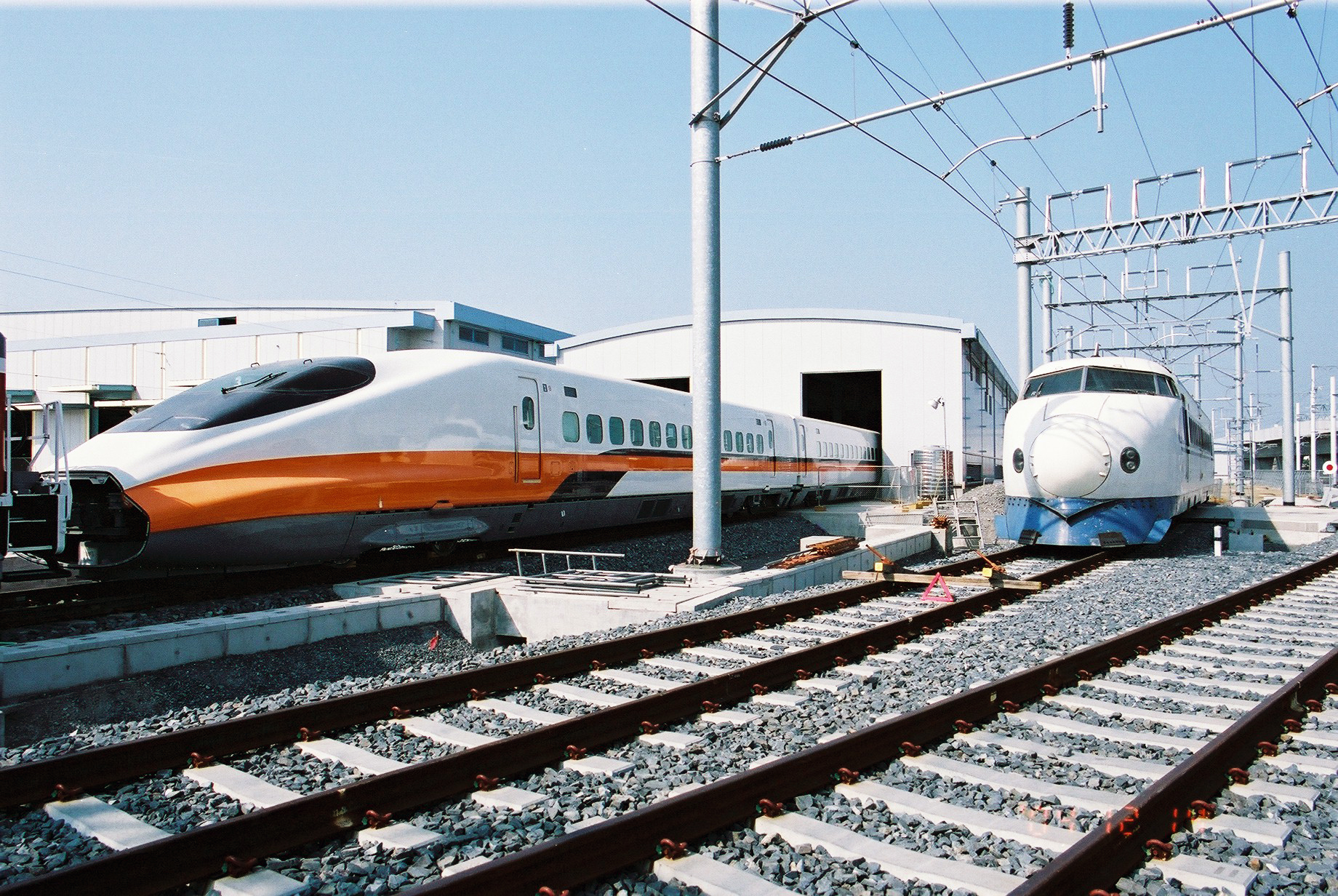
台湾高速鉄道の700T型と0系電車を使った建築限界測定車

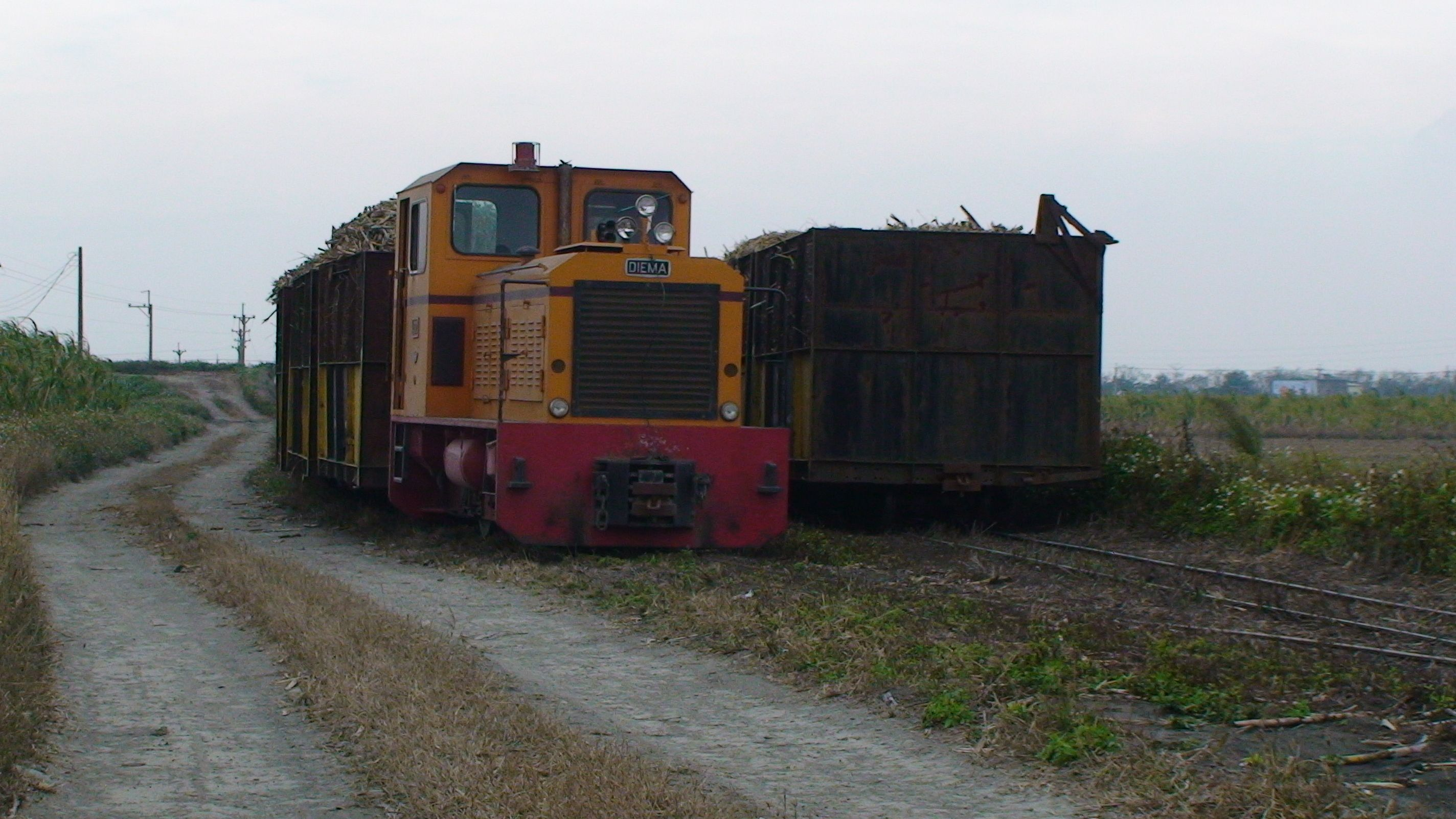
台湾糖業鉄道が専用線として唯一運行している馬公厝線の列車

- 捷運（地下鉄、新交通システム、ライトレール）
  - 台北捷運
  - 桃園捷運
    - 桃園機場捷運

  - 新北捷運
  - 台中捷運
  - 台南捷運（計画中）

### 民営
BOT方式での民間による建設・運営。
- 台湾高速鉄道（THSR）
- 高雄捷運（KRTC）：他市の捷運と異なり過半数が民間出資。

未成線
- 中正機場捷運：建設が頓挫し計画は国家事業として後身の桃園機場捷運に引き継がれた

### 軽便鉄道
- 烏来観光台車
- 台糖（台湾糖業股份有限公司）
  - 溪湖糖廠五分車（渓湖線）
  - 虎尾糖廠（中国語版）シュガートレイン（馬公厝線）
  - 蒜頭糖廠（中国語版）五分車（蔗埕線）
  - 烏樹林糖廠（中国語版）五分車（新港東線）
  - 新営糖廠（中国語版）五分車（八翁線）
  - 橋頭糖廠（中国語版）五分車（橋頭線）

### 索道路線
- 猫空ロープウェイ（台北捷運公司の運営）
- 烏来ロープウェイ
- 日月潭ロープウェイ（九族文化村公司）